# Франц Адам фон Лозенщайн
Франц Адам фон Лозенщайн (на немски: Franz Adam Graf von Losenstein; * 30 юни 1631, Виена; † 7 август 1666) е граф, благородник от стария род Лозенщайн в Горна Австрия, господар на Лозенщайн и императорски камерхер на император Фердинанд III.

## Произход и смърт
Той е син на императорския оберщалмайстер на император Фердинанд III и ландмаршал в Долна Австрия граф Георг Ахац II фон Лозенщайн (1597 – 1653) и третата му съпруга Мария Анна Франциска фон Мансфелд-Фордерорт († 1654), дъщеря на Бруно III фон Мансфелд, господар на Борнщет (1576 – 1644), и Мария Манрике де Лара и Мандоза († 1636). Сестра му Мария Катарина (1635 – 1691) е омъжена на 31 януари 1654 г. във Виена за 1. княз Йохан Вайкхард фон Ауершперг (1615 – 1677).
Франц Адам умира на 35 години на 7 август 1666 г. и е погребан във фамилната гробница в манастир Гарстен.
През 1692 г. родът Лозенщайн измира по мъжка линия с брат му Франц Антон фон Лозенщайн-Гшвент (1642 – 1692), домпропст в Пасау (1673) и титулар-епископ на Дуриен (в Тунезия), княз от 1691 г.

## Фамилия
Франц Адам фон Лозенщайн се жени пр. 1666 г. за Мария Терезия фон Херберщайн (* 5 юни 1641, Грац; † 1682, Брюксел), сестра на граф Йохан Максимилиан II фон Херберщайн († 1679), ландесхауптман на Каринтия и Щирия, дъщеря на граф Йохан Максимилиан I фон Херберщайн (1601 – 1680) и Елеонора Катарина фон Бройнер (1597 – 1653). Те имат две деца:
- Йохан Георг Франц Адам фон Лозенщайн († 1685), граф, женен на 28 февруар 1685 г. за графиня Беатрикс Франциска фон и цу Даун (* 9 януари 1665, Виена; † 8 януари 1701, Виена); бездетен
- Мария Терезия фон Лозенщайн (* 21 декември 1666, Виена; † 20 юни 1729, Виена), омъжена на 14 юли 1686 г. във Виена за граф Карл Ернст фон Валдщайн, господар фон Вартенберг (* 4 май 1661, Виена; † 7 януари 1713, Виена)

Вдовицата му Мария Терезия фон Херберщайн се омъжва втори път 1670 г. за Дон Отоне/Одоне Енрико дел Карето, маркиз де Савона и Грана (* 1639; † 15 юни 1685).